# Yuliya Tkach
Yuliya Tkach, née Ostapchuk, est une lutteuse ukrainienne née le 26 septembre 1989 à Kovel.

## Palmarès

### Jeux olympiques
- 9e en lutte libre dans la catégorie des moins de 63 kg en 2016 à Rio de Janeiro
- 7e en lutte libre dans la catégorie des moins de 63 kg en 2012 à Londres
- 11e en lutte libre dans la catégorie des moins de 63 kg en  2008 à Pékin

### Championnats du monde
- Médaille d'or en lutte libre dans la catégorie des moins de 63 kg en 2014 à Tachkent
- Médaille d'argent en lutte libre dans la catégorie des moins de 63 kg en 2017 à Paris
- Médaille de bronze en lutte libre dans la catégorie des moins de 62 kg en 2018 à Budapest
- Médaille de bronze en lutte libre dans la catégorie des moins de 63 kg en 2015 à Las Vegas

### Championnats d'Europe
- Médaille d'or en lutte libre dans la catégorie des moins de 62 kg en 2020 à Rome
- Médaille d'or en lutte libre dans la catégorie des moins de 63 kg en 2012 à Belgrade
- Médaille d'or en lutte libre dans la catégorie des moins de 63 kg en 2011 à Dortmund
- Médaille d'argent en lutte libre dans la catégorie des moins de 59 kg en 2023 à Zagreb
- Médaille d'argent en lutte libre dans la catégorie des moins de 63 kg en 2016 à Riga
- Médaille de bronze en lutte libre dans la catégorie des moins de 63 kg en 2017 à Novi Sad
- Médaille de bronze en lutte libre dans la catégorie des moins de 63 kg en 2010 à Bakou
- Médaille de bronze en lutte libre dans la catégorie des moins de 63 kg en 2014 à Vantaa

### Jeux européens
- Médaille d'or en lutte libre dans la catégorie des moins de 62 kg en 2019 à Minsk
- Médaille d'argent en lutte libre dans la catégorie des moins de 63 kg en 2015 à Bakou